# Rhizophydium nodulosum
Rhizophydium nodulosum är en svampart som beskrevs av Karling 1948. Rhizophydium nodulosum ingår i släktet Rhizophydium och familjen Rhizophydiaceae.   Inga underarter finns listade i Catalogue of Life.